# بیمارستان پیوند اعضا ابوعلی سینا
بیمارستان پیوند اعضا ابوعلی سینا بیمارستانی است آموزشی، پژوهشی و درمانی و فوق‌تخصصی پیوند عضو که در شیراز استان فارس واقع شده است. این بیمارستان به دانشگاه علوم پزشکی شیراز وابسته است و با ظرفیت ۱۹۷ تخت فعال و ۶۰۰ تخت مصوب در سال ۱۳۹۶ خورشیدی تأسیس گردید. در این بیمارستان تاکنون بیش از چهارده هزار پیوند عضو شامل کبد، پانکراس، روده، کلیه و قلب انجام گرفته است.
این بیمارستان در شهر جدید صدرا در ۱۵ کیلومتری شمال غرب شیراز در زمینی به وسعت ۱۰۰ هکتار واقع شده است. ساختمان اصلی بیمارستان شامل ۴ بلوک در ۴ تا ۱۰ طبقه و ارتفاع حدود ۴۵ متر می‌باشد. پوشش درمانی و علمی-تحقیقاتی منطقه خاورمیانه مورد هدف این مرکز است. این بیمارستان قدیمی‌ترین و بزرگ‌ترین مرکز پیوند عضو در ایران و بزرگ‌ترین مرکز پیوند در جهان از نظر تعداد پیوند در سال و توان علمی است.
این مرکز با بهره مندی از مدرن ترین دستگاه ام آر آی 3 تسلا در جنوب کشور، در کنار سایر تجهیزات پاراکلینیکی به روز جهان و کادر مجرب خود، پایگاهی مطمئن جهت مراجعه بیماران از اقصی نقاط کشور و جهان می باشد.
بیمارستان ابوعلی سینا  دارای بخش ویژه و همچنین بخش پذیرش بیماران خارجی است که از نظر تسهیلات در سطح بسیار عالی می باشد. این بیمارستان  در صدد است تا مراجعین محترم علاوه بر رضایتمندی ،خدمات درمانی خود را در محیطی متفاوت از فضای بیمارستانی و چشم اندازی زیبا دریافت نمایند.
این بیمارستان با بهره مندی از مجهزترین بخش های پاراکلینیک مراجعه بیماران را برای انجام هرگونه خدمات درمانی به سایر مراکز بی نیاز می سازد.
- داده‌های آماری نشان‌دهنده تعداد بالای عمل های پیوند موفق در این مرکز موجب شده ‌است تا این مرکز به‌ عنوان فعال‌ترین مرکز پیوند کبد در دنیا شناخته شود. تاکنون بیش‌از یازده هزار عمل جراحی پیوند عضو در این مرکز صورت‌گرفته است این دستاوردها نتیجه‌ همکاری تیمی برجسته‌ترین جراحان ، متخصصین بیهوشی ، کارشناسان و هماهنگ‌کنندگان پیوند اعضاء و پرستاران شاغل در این بیمارستان می‌باشد.
- بیش‌از 100 فلوشیپ جراحی و بیهوشی ، گروه‌های پرستاری ، آی سی یو من ها و گروه‌های هماهنگ‌کننده پیوند و فراهم‌آوری اعضا از داخل ایران و کشورهای خارجی همچون سودان ، پاکستان ، افغانستان ، عراق ، آذربایجان ، تاجیکستان ، لبنان ، سوریه و … در این مراکز مورد پذیرش و آموزش قرار گرفته‌اند.
- این مرکز توانسته‌است با آموزش و تربیت فلوشیپ های پیوند اعضا از شهرهای مختلف ایران و همچنین کشورهای خارجی مراکز فعال پیوند عضو در بیمارستان طالقانی تهران، بیمارستان منتصریه مشهد، بیمارستان گلستان اهواز، بیمارستان امام رضای تبریز، بیمارستان الزهرای اصفهان، بیمارستان شهید افضلی‌پور کرمان، مرکز پیوند رشت، توسعه مرکز پیوند بیمارستان امام‌خمینی تهران را راه‌اندازی نماید.
- همکاری در راه‌اندازی مناطق پیوند کبد در کشورهای پاکستان، تاجیکستان و لبنان و سودان و همچنین آموزش جراحان و کادر درمانی این مراکز که تاکنون دستاورد آن‌ها انجام عمل های موفقیت‌آمیز پیوند بوده‌است. همه با نظارت و همکاری تیم مرکز پیوند شیراز انجام گردیده‌است.
- در کنار این دستاوردهای مهم و خارق‌العاده اولین دانشگاه بین‌المللی علوم پزشکی کشور در این مرکز با همکاری خیرین و اساتید برجسته دانشگاه علوم پزشکی شیراز، در حال ساخت و راه‌اندازی است.

## پیشینه
ساخت ساختمان اصلی این بیمارستان از سال ۱۳۸۷ آغاز شد. پیش از آن فاز اول این مجموعه که مرکز همودیالیز ۸۰ تختخوابی بود، با کمک خیرینی همچون رضا ابراهیمی در سال ۱۳۸۶ به بهره‌برداری رسید. ساختمان اصلی بیمارستان با زیربنای ۸۰ هزار مترمربع ۳۱ فروردین ۱۳۹۶ با حضور رئیس‌جمهور افتتاح شد.